# العاديون
العاديون فيلم خيال علمي تراجيدي ألماني من إخراج صوفي لينينباوم 

## ملخص
في مجتمع قمعي ثلاثي الطبقات، توشك باولا، وهي شخصية داعمة بسيطة، على مواجهة أهم اختبار في حياتها حيث عليها أن تثبت أنها تستحق أن تكون قائدة. إنها على رأس فصلها في مدرسة الشخصيات الرئيسية - لكنها فشلت حتى الآن في إنتاج موسيقى عاطفية رائعة. بحثًا عن حل، تجد نفسها في هاوية عالم السينما، على هامش القصة وتائهة بين مقتطفات.

## أدوار
- باولا فينمن
- دونيس مباي
- باسكال ألريدي
- جول بوي
- سيرا أنا فال

## ترشيحات و جوائز
- 2022: جائزة المواهب الجديدة في السينما الألمانية بمهرجان فيلم فست ميونخ.
- 2022: جائزة لجنة التحكيم، جائزة الرعاية من مؤسسة (ديفا) بمهرجان فيلم كونست فست إم في.
- 2022: رشح إلى جائزة العين الذهبية بمهرجان زيورخ السينمائي.

## وصلة خارجية
- The Ordinaries